# Bela Palanka
Bela Palanka (serbo: Бела Паланка) è una città e una municipalità del distretto di Pirot nel sud-est della Serbia centrale.